# 워크래프트: 전쟁의 서막
《워크래프트: 전쟁의 서막》(영어: Warcraft)은 2016년 공개된 미국의 판타지 영화이다. 블리자드 엔터테인먼트의 전략 게임 '워크래프트'의 실사영화화 작품으로, 덩컨 존스 감독이 연출하고 각본을 직접 썼으며, 트래피스 피멀, 폴라 패튼, 벤 포스터, 토비 케벨, 벤 슈네처, 로버트 카진스키, 오언조, 루스 네가가 출연한다.

## 줄거리
두 개의 운명, 하나의 세계 공존할 것인가! 맞설 것인가! 서로 다른 차원에 살고 있던 인간과 오크. 오크의 행성이 황폐해지기 시작하자, 이들은 인간의 행성으로 넘어와 새로운 왕국을 건설하려 한다. 생존을 위해 서로의 도움이 필요하다고 믿는 인간 종족의 영웅 ‘로서’와 오크 종족의 영웅 ‘듀로탄’. 하지만, 공존에 반대하는 또 다른 세력이 분열되면서 두 진영은 더 큰 혼란에 빠지게 되는데… 세상의 운명을 건 피할 수 없는 전쟁이 시작된다!(출처: 네이버 영화)

## 등장인물
- 트래비스 피멀 - 안두인 로서 경 역
- 도미닉 쿠퍼 - 레인 린 국왕 역
- 벤 포스터 - 메디브 역
- 폴라 패튼 - 가로나 역
- 토비 케벨 - 듀로탄 역, 서리늑대 부족장
- 벤 슈네처 - 카드가 역, 어리고 재능있는 마법사.
- 로버트 카진스키 - 오그림 둠해머 역, 듀로탄의 가장 친한 친구.
- 오언조 - 굴단 역, 사악한 오크 주술사. 강력한 지옥 마법을 구사한다.
- 루스 네가 - 티리아 린 왕비 역, 스톰윈드의 왕비. 레인 린의 아내이자 로서의 여동생.
- 애나 갤빈 - 드라카 역, 듀로탄의 아내이자 고엘의 어머니.
- 클랜시 브라운 - 블랙핸드 역, 검은바위 부족장
- 테리 노터리 - 그롬마쉬 헬스크림 역, 전쟁노래 부족장.
- 딜런 솜빙 - 바리안 린 왕자 역, 레인 린의 아들.
- 마이클 애덤스웨이트 - 마그니 브론즈비어드 역, 아이언포지의 드워프 통치자.
- 버클리 더필드 - 캘런 역, 안두인 로서의 아들.

## 같이 보기
- 비디오 게임을 원작으로 한 영화 목록